# Triphleba parvifurca
Triphleba parvifurca är en tvåvingeart som beskrevs av Borgmeier 1963. Triphleba parvifurca ingår i släktet Triphleba och familjen puckelflugor.
Artens utbredningsområde är Maryland. Inga underarter finns listade i Catalogue of Life.